# Sukhoj Su-37
Sukhoj Su-37 (russisk: Сухой Су-37, NATO-rapporteringsnavn: Flanker-F) er et avanceret multirollefly, der blev udviklet i Rusland i 1990'erne. Flyet blev dog ikke sat i masseproduktion. 
Su-37 er en modifieret version af jagerflyet Su-27, som blev indsat i tjeneste i 1980'erne. Flyet blev modificeret til Su-37 med stærkere motorer og et avanceret thrust vectoring-system, en ny multielektronisk, passiv altvejrs-radar, ny elektronik, en ny radar bagtil, der giver Su-37 mulighed for at angribe forfølgende fly. 
Su-37 fløj første gang i april 1996 og der blev bygget mindst to prototyper. Rusland foretog dog ikke bestillinger af flyet og Sukhoj modtog heller ikke eksportordrer, hvorfor videreudviklingen og masseproduktion er sat i bero. 
Det ene af de to byggede prototyper styrtede ned i december 2002. 
Udviklingen af Su-37 og de indhøstede erfaring er benyttet af Sukhoj i forbindelse med moderniseringer af Su-27, såsom Su-30MKI og anden generation af Su-35, der alle benytter de udviklede forbedringer, herunder den nye radar og thrust-vectoring motorerne.

## Tilsvarende flytyper
- Sukhoi Su-30
- Sukhoi Su-33

- General Dynamics F-16 VISTA
- McDonnell Douglas F-15 ACTIVE
- McDonnell Douglas F/A-18 HARV

## Eksterne links
- Wikimedia Commons har flere filer relateret til Sukhoj Su-37
- airforce-technology.com
- enemyforces.net Arkiveret 7. juli 2014 hos  Wayback Machine
- Warfare.ru
- Globalsecurity.com Arkiveret 22. juni 2007 hos  Wayback Machine

| Luftfart | Spire Denne artikel om flyvning er en spire som bør udbygges. Du er velkommen til at hjælpe Wikipedia ved at udvide den. |